# Kruševo (Prijepolje)
Kruševo (Servisch cyrillisch Крушево) is een plaats in de Servische gemeente Prijepolje. De plaats telt 36 inwoners (2002).